# Krigstukt
Krigstukt kallas inom krigsmakten den disciplin som anses nödvändig för militär framgång, och regleras i allmänhet genom särskilda lagar. Kännetecknande för insubordination, det vill säga brott mot krigslydnaden, är de hårda straffen, som fram till 1973 i Sverige formellt kunde resultera i arkebusering.